# Scott Tinkler
Scott Tinkler (Melbourne, 1965) is een Australische trompettist en componist.

## Biografie

### Lopende projecten
Huidige projecten zijn onder andere Chiri, met de Australische drummer Simon Barker en de Koreaanse Pansori zanger Bae Il Dong. In 2011 toerde Chiri op uitnodiging van het Australische ministerie van Buitenlandse Zaken door Korea, Egypte, Libanon, Israël, Turkije, Cyprus, Jordanië en Noord-Korea, gevolgd door een optreden in het Smithsonian Institution in Washington D.C. en twee tournees door Korea in 2012.
Het ensemble North of North, met violist Erkki Veltheim en pianist Anthony Pateras, toert regelmatig door Europa en bracht twee albums uit.
Hij is een stichtend lid en voormalig Associate Artistic Director van het Australian Art Orchestra
Tinkler heeft verschillende projecten gedaan met de componist en violist John Rodgers, die werkt in ensembles als Ellision, Hydromus Krysogast en het Antripodean Collective. Zo componeerde Rodgers Glass, een concerto met Tinkler als solist, uitgevoerd met de London Sinfonietta, dat in 2010 in première ging op het Adelaide Festival of Arts. Hij speelt regelmatig in Australië in duo's, trio's en kwartetten met musici als Marc Hannaford, Simon Barker, Erkki Veltheim, Ken Eadie en Carl Dewhurst. Tinkler is ook betrokken bij een doorlopend soloproject, dat gebruik maakt van uitgebreide en voorbereide technieken. Zijn eerste solotrompet album Backwards werd in 2007 uitgebracht door Extreme.

### Jaren 1990
Begin jaren 1990 trad Tinkler op en studeerde hij bij de Australische tenorsaxofonist, Mark Simmonds, die had gestudeerd bij George Coleman in New York.
Gedurende zijn hele carrière is Tinkler niet alleen geïnteresseerd in het verkennen en ontwikkelen van geïmproviseerde muziek die voortkomt uit de jazz, maar ook in andere vormen van muziek en de culturen, waar deze vandaan komen. Dit heeft geleid tot muzikale samenwerkingen met Indiase en Koreaanse musici, maar ook met inheemse musici uit Australië. Vanaf 1995 is Tinklers betrokkenheid bij Indiase muzikanten van Karnatische muziek (onder leiding van Guru Kaaraikkudi), uitgegroeid tot een langdurige en diepe associatie. Tinkler is vijf keer naar India gereisd voor optredens en heeft met het project ook door Australië en Europa gereisd.

### Jaren 2000
Tinkler heeft de afgelopen tien jaar samengewerkt met diverse internationale artiesten, waaronder Jason Moran, Tim Berne, Mark Helias, Anthony Burr, Tony Buck, Oscar Noriega en Han Bennink.
In 2003 reisde Tinkler met zijn oude compagnon Paul Grabowsky naar New York om een album van Grabowskys originele muziek op te nemen met Branford Marsalis, Joe Lovano, Ed Schuller en Jeff 'Tain' Watts. Tales of Time and Space werd uitgebracht bij het Warner Bros.-label met verbluffende recensies, waarin de unieke bijdrage van Tinkler aan de muziek van Grabowsky wordt benadrukt.
In 2006 woonde Tinkler het Garma Festival bij, dat de culturele erfenis van het Yolngu volk, de inheemse Australiërs van het noordoosten van Arnhemland, viert. Het festival wordt gehouden in Gulkula, vlak bij Yirrkala in de Australische binnenlanden. Op dit festival werkte Tinkler samen met muzikanten van de Wagalik groep en trad op en werkte mee aan de workshopping. Tinkler is sindsdien betrokken geweest bij tournees en optredens met deze muzikanten in samenwerking met het Australian Art Orchestra.

## Privéleven
Tinkler is getrouwd met de Australische artieste Veronica Kent. Ze wonen op een afgelegen eiland in Tasmanië.

## Subsidies/awards
- 1995: Winnaar van de ARIA Award voor Best Jazz Release: FIRE.
- 1996: Ontvanger van Australia Council Grant voor internationale tournee met Scott Tinkler Trio
- 1996: Winnaar van de Wangarratta Jazz Festival National Jazz Award
- 1998: Winnaar van de ARIA (Australia Record Industry Award) voor Best Jazz Release: The Future in Today.
- 2001–2004: Verschillende subsidies van Arts Queensland en de Australia Council voor het hedendaagse ensemble Hydromus Krysogast met John Rodgers en Ken Edie.
- 2007/2009: Australisch raadslid
- 2007: Recording Grant, Australia Council, Massacre of the Egos - Extreme
- 2008: Opnametoelage, Australië Raad, Extreem
- 2010: Australische Raad Nieuwe Werksubsidie
- 2015: Australische Raadssubsidie voor projecten
- 2016: Melbourne Muziekprijs, Uitmuntend Muzikant

## Discografie
- 2019: Lines Blend - Chiri - Bae Il Dong, Simon Barker, Scott Tinkler – (Kimnara)
- 2019: Interweave - Scott Tinkler Simon Barker
- 2018: North of North - Erkki Veltheim, Anthony Pateras, Scott Tinkler
- 2017: Moons of Jupiter - Paul Grabowsky
- 2016: North of North - The Moment In and of Itself - Erkki Veltheim, Anthony Pateras, Scott Tinkler
- 2015: DRUB
- 2015: Federal
- 2014: The Vivifcationists - Marc Hannaford
- 2014: Can you see with two sets of eyes - Marc Hannaford
- 2013: The Unpossibility of Language - Scott Tinkler, Marc Hannaford, Erkki Veltheim
- 2013: Faceless Dullard (Antripodean Collective)
- 2013: Return of Spring (Chiri)
- 2012: Ordinary Madness
- 2010: Chiri - Bae Il Dong, Simon Barker, Scott Tinkler (Kimnara)
- 2009: Shank - Antripodean Collective (Extreme)
- 2008: Fun Call – Antripodean Collective (Extreme)
- 2008: Lost Thoughts – Scott Tinkler/Simon Barker (Kimnara)
- 2008: Massacre of the Egos – Antripodean Collective (Extreme)
- 2007: Garden of Forking Paths - Marc Hannaford (Extreme)
- 2007: Backwards – Scott Tinkler Solo (Extreme)
- 2006: Live – Tinkler/Rex/Grabowsky/Edie (Origin)
- 2006: Watermark – James Sherlock Quartet (Jazzhead)
- 2005: Before Time could Change Us – Paul Grabowsky (Warner Brothers Records)
- 2005: Tales of time and Space – Paul Grabowsky (Sanctuary Records)
- 2002: Juicy Shoots – F.A.T.S (Independent)
- 2000: FATS – F.A.T.S (Independent)
- 2000: A–Records All stars Edition (Challenge Record)
- 1999: Into the Fire (Australian Art Orchestra Recordings)
- 1999: Passion (Australian Art Orchestra Recordings)
- 1998: The Future in Today – Tinkler/Chaplin/Rex/Lambie (Jazzhead)
- 1998: Shrike Like – Scott Tinkler Trio (Origin)
- 1997: Sofa King – Scott Tinkler Trio (Origin)
- 1996: Dance of Delulian – Scott Tinkler Trio (Origin)
- 1995: Hop to the Cow - Scott Tinkler Quartet (Origin)
- 1994: Fire – Mark Simmonds Freeboppers (Birdland)
- 1993: Ringing the Bell Backwards (Origin)
- 1993: Back of My Head – Scott Tinkler Quartet (Origin)

- Library of Congress Control Number: no2018077613
- Virtual International Authority File: 1486152932537809830006
- WorldCat: E39PBJtrVPqgmGYGkHghQHmPQq